# Smash Hits (음반)
《Smash Hits》는 영국과 미국의 록 밴드 지미 헨드릭스 익스피리언스의 첫 번째 컴필레이션 음반이다. 트랙 레코드는 1968년 4월 12일, 영국에서 처음으로 이 곡을 발행했고, 그 당시까지 발매된 그룹의 싱글 4곡 (A와 B-사이드 모두)과 더불어 《Are You Experienced》 영국 에디션의 추가 곡 4곡을 포함했다.
리프리즈 레코드는 1969년 7월 30일까지 미국에서 이 음반을 발매하지 않았으며, 일부 다른 트랙이 있다. 이 곡에는 《Electric Ladyland》의 2곡과 이전에 미국에서 발매되지 않았던 《Are You Experienced》의 영국 에디션의 3곡이 포함되어 있었다(오리지널 모노 음반 버전과는 다른 테이크의 스테레오 버전의 〈Red House〉 포함).
《Smash Hits》는 CD로 여러 번 재발매되었지만, 《Experience Hendrix: The Best of Jimi Hendrix》 (1997년)와 같은 보다 최근의 포괄적인 컴필레이션으로 대체되었다.

## 평가
| 전문가 평가   | 전문가 평가 |
| 평가 점수     | 평가 점수   |
| 출처          | 점수        |
| ------------- | ----------- |
| AllMusic      | [ 1 ]       |
| Rolling Stone | [ 2 ]       |

올뮤직의 리뷰에서 스티븐 토마스 얼와인은 이 음반에 별 다섯 개 중 네 개 반을 주었다. 그는 "《Smash Hits》의 가장 큰 장점은 가장 잘 알려진 유명한 곡들을 한 곳에 담고 있다는 것입니다. 컬렉션을 필수적으로 만들기에는 충분하지 않을 수 있지만, 여전히 대표적이고 정확한 샘플러로 만들기에는 충분합니다."라고 말했다.

## 곡 목록
모든 곡들은 특별한 언급이 없는 한 지미 헨드릭스에 의해 작사/작곡하였다.

### 영국 에디션
| #  | 제목                    | 작사·작곡   | 재생 시간 |
| -- | ----------------------- | ----------- | --------- |
| 1. | 〈Purple Haze〉         |             | 2:44      |
| 2. | 〈Fire〉                |             | 2:35      |
| 3. | 〈The Wind Cries Mary〉 |             | 3:21      |
| 4. | 〈Can You See Me〉      |             | 2:33      |
| 5. | 〈51st Anniversary〉    |             | 3:18      |
| 6. | 〈Hey Joe〉             | 빌리 로버츠 | 3:26      |

| #  | 제목                                             | 재생 시간 |
| -- | ------------------------------------------------ | --------- |
| 1. | 〈Stone Free〉                                   | 3:39      |
| 2. | 〈The Stars That Play with Laughing Sam's Dice〉 | 4:22      |
| 3. | 〈Manic Depression〉                             | 3:36      |
| 4. | 〈Highway Chile〉                                | 3:32      |
| 5. | 〈Burning of the Midnight Lamp〉                 | 3:38      |
| 6. | 〈Foxy Lady〉                                    | 3:18      |

### 미국 에디션
| #  | 제목                         | 작사·작곡 | 재생 시간 |
| -- | ---------------------------- | --------- | --------- |
| 1. | 〈Purple Haze〉              |           | 2:46      |
| 2. | 〈Fire〉                     |           | 2:34      |
| 3. | 〈The Wind Cries Mary〉      |           | 3:21      |
| 4. | 〈Can You See Me〉           |           | 2:31      |
| 5. | 〈Hey Joe〉                  | 로버츠    | 3:23      |
| 6. | 〈All Along the Watchtower〉 | 밥 딜런   | 4:01      |

| #  | 제목                  | 재생 시간 |
| -- | --------------------- | --------- |
| 1. | 〈Stone Free〉        | 3:33      |
| 2. | 〈Crosstown Traffic〉 | 2:15      |
| 3. | 〈Manic Depression〉  | 3:30      |
| 4. | 〈Remember〉          | 2:47      |
| 5. | 〈Red House〉         | 3:48      |
| 6. | 〈Foxey Lady〉        | 3:15      |